# 1953年中国大陆
| 中国历史 / 中国历史年表 |
| 世紀： 19世纪中国 / 20世纪中国 / 21世纪中国 |
| 年代： 1920年代中国 / 1930年代中国 / 1940年代中国 / 1950年代中国大陆 / 1960年代中国大陆 / 1970年代中国大陆 / 1980年代中国大陆                             |
| 年份： 1949年中国 / 1950年中国大陆 / 1951年中国大陆 / 1952年中国大陆 / 1953年中国大陆 / 1954年中国大陆 / 1955年中国大陆 / 1956年中国大陆 / 1957年中国大陆 |
| 纪年： 癸巳年（蛇年）、中华人民共和国成立4周年 |

## 政府
- 中共中央主席：毛泽东
- 中央人民政府主席：毛泽东
- 中央人民政府副主席：朱德、刘少奇、宋庆龄、张澜、李济深、高岗
- 政务院总理：周恩来
- 政务院副总理：董必武、陈云、郭沫若、黄炎培、邓小平

## 大事記

### 1月
- 1月1日——《人民日报》发表《迎接一九五三年的伟大任务》社论，指出“开始执行国家建设的第一个五年计划”。
- 1月5日——中共中央发出《关于反对官僚主义、反对命令主义和反对违法乱纪的指示》。各地开展了“新三反”运动。
- 1月12日——美国空军RB-29型飞机1架，夜间侵入中国安东上空，被中国空军击落，机上11人被俘，3人摔死。
- 1月13日——中央人民政府委員會第二十次會議通過《關於召开全国人民代表大会及地方各級人民代表大會的決議》，決定在當年召開由人民用普选方法产生的地方各級人民代表大會，在此基礎上召开全国人民代表大会，並在大會上制定宪法[1]:696。同時決定：中華人民共和國憲法起草委員會主席毛澤東，委員朱德、宋慶齡、劉少奇等32人；中華人民共和國選舉法起草委員會主席周恩來，委員張治中、彭真、鄧小平等23人[1]:696。批准国家五年建设计划纲要和选举新的中央人民政府。
- 1月14日——中共中央主席毛泽东说：“人民代表大会制的政府，仍将是全国各民族、各民主阶级、各民主党派和各人民团体统一战线的政府”
- 1月23日——空军在辽东省宽甸县击落美国飞机1架，生俘驾驶员海勒尔·艾得文·路易斯。
- 1月26日——政務院總理周恩來在全國財政會議上的報告記錄：「可否不穩呢？市場不穩，要建設也建設不好。這幾件要有機地配合得很好。毛主席是解決了這個任務的。我們的預算也表現了這種精神：國防占總數的百分之二十七至二十九，四分之一上下，在打仗、加強國防建設之下，這個數字不算高。經濟建設大過國防，四年來增加了五倍半，工業增加四點七倍，國防增加百分之八十五，故仍有重點放在建設。」[2]:979

### 2月
- 2月12日——中央人民政府第二十二次會議通過《中華人民共和國全國人民代表大會及地方各級人民代表大會選舉法》，按選舉法規定成立中央選舉委員會，主席劉少奇，委員朱德、鄧小平等28人[1]:696。
- 2月13日——湄州岛战斗。
- 2月15日——通过《关于农业生产互助合作的决议》，推动农业生产合作社。空军和防空部队击落进入中国东北的美军飞机5架。
- 2月下旬——「聯合國軍總司令」克拉克致函朝中方面，提議雙方先交換病傷戰俘[2]:943。
- 2月底——周恩來、陳雲、鄧小平、薄一波、鄧子恢、高崗致李富春的信：「長期計劃中工業生產的增長速度擬定為百分之十三點五至十五，年度計劃中根據實際可能情況再定為百分之二十左右，以保證長期計劃的提前完成，這樣是有好處的。」[2]:980

### 3月
- 3月6日——解放军击落1架美国海军F4U战斗机。
- 3月7日——政務院總理周恩來率領中華人民共和國代表團前往莫斯科參加斯大林的葬禮[2]:982。
- 3月8日——中共中央《对各大区缩减农业增产和互助合作发展的五年计划数字的指示》，要求反对急躁冒进。
- 3月10日——根據中共中央主席毛澤東提議，中共中央作出《關於加強中央人民政府系統各部門向中央請示報告制度及加強中央對於政府工作領導的決定（草案）》：「國家計劃工作，由高崗負責；政法工作（包括公安、檢察和法院工作），由董必武、彭真、羅瑞卿負責；財經工作，由陳雲、薄一波、鄧子恢、李富春、曾山、賈拓夫、葉季壯負責；文教工作，由習仲勳負責；外交工作（包括對外貿易、對外經濟、文化聯絡和僑務工作），由周恩來負責；其他不屬於前述五個範圍的工作（包括監察、民族、人事工作等），由鄧小平負責[1]:680。
- 3月11日——鞍山钢铁公司燃气厂第二煤气管理室煤气中毒，死亡11人，重伤13人，轻伤6人[3]。
- 3月16日——发布《关于春耕生产给各级党委的指示》。
- 3月19日——发出《关于解决区乡工作中“五多”问题的指示》克服领导机关中的官僚主义和分散主义
- 3月26日——《人民日报》发表《领导农业生产的关键所在》。发展社会主义集体经济时，要保护个体生产者的利益。
- 3月下旬——金日成和彭德懷覆函克拉克同意其要求，並建議立即在板門店恢復停戰談判[2]:943。

### 4月
- 4月3日——发布《当前农村工作指南》反对急躁，阐述“稳步前进”方针。
- 4月6日——美方、中朝方聯絡組重新開始接觸[2]:943。
- 4月7日——防空部队击落侵入辽东省凤城县的美国战斗机1架，驾驶员被俘获。
- 4月23日——空2师6团1大队宋中文、林毅驾米格-15击落美国P2V型电子侦察机。
- 4月26日——朝鮮停戰談判終於在板門店重新復會[2]:943。

### 5月
- 5月13日——朝鲜战争1953年夏季战役，朝中軍隊連續三次夏季攻勢，到7月戰線向南推移[2]:943。
- 5月15日——政務院根據中共中央的決定，發出《關於中央人民政府所屬各財政經濟部門的工作領導的通知》，對中央人民政府所屬的財政經濟部門的工作領導重新作分工[1]:680。
- 5月19日——坪村南山戰鬥。
- 5月27日——中共中央统一战线工作部部长李维汉建议公私合营。
- 5月30日——中国佛教协会成立大会在北京广济寺举行。会议选举圆瑛为会长。6月3日正式成立。

### 6月
- 6月13日——全國財經工作會議在北京召開，由周恩來主持，中央各部門、各大區、各省市委負責人參加，原定議程主要是討論關於國民經濟五年計劃、財政工作、民族資產階級問題，由於在會議分組討論中意見集中在新税制問題，會議中心實際上成為討論和批評新税制[1]:681。
- 6月15日——毛泽东表述党在过渡时期的总路线和总任务。
- 6月30日——全国人口总数为：601,938,035人。

### 7月
- 習仲勳調到中共中央工作，任中共中央宣傳部部長（至1954年10月）[4]。
- 7月13日——金城戰役。
- 7月16日——東山島戰役。
- 7月25日——上海空2师6团MIG-15宋文中、杨宝海双机在杭州湾击落国军P-47战斗机一架，击伤一架。
- 7月27日——美國在板门店同朝中方面正式签訂軍事停戰協定[2]:943。
- 从1950年朝鲜战争爆发，至1953年7月底，三年时间里，美军机先后侵犯中国东北领空7139批，31816架次。

### 8月
- 8月11日——政務院總理周恩來在全國財政經濟工作會議上所作的結論：「今年預算的收入部分，有相當大的科目是虛假的、膨脹的、不完全可靠的，因而引起了在考慮開支時的錯覺。以一九五二年和一九五三年純收入比較，今年僅比去年增長百分之二十，但今年的開支則較去年增長百分之四十以上，顯然這是極大的矛盾。開支底子大了，就違背了重點建設、穩步前進的方針。同時後備力量少了，就不足以應付許多意料中和意料外的需要。加以全國收支統一集中，統上來的太多，發下去的太緊，又都限制在『條條』內專款專用，『塊塊』失去了在地方範圍內機動的權力和可能。因之今年預算在公布不久後，就失去了平衡。」[2]:983-984

### 9月
- 中共中央決定召開第二次全国组织工作会议，研究如何加強幹部工作[1]:685。包括国家第一个五年计划、高岗饶漱石事件。
- 習仲勳任政務院秘書長[4]。
- 9月9日——中國炮艦在伶仃洋擊毀駐港英軍一巡邏艇，7死4傷。

### 10月
- 10月2日——解放军在青岛附近击伤美海军PBM-SA巡逻机1架。
- 10月16日——中共中央通过《关于实于粮食的计划收购与计划供应的决议》，
- 10月26日至11月5日——中共中央第三次农业互助合作会议，讨论《关于发展农业生产合作社的决议（草案）》。

### 11月
- 11月6日——青岛空14师40团MIG-15林钧材、邓相映双机在青岛外海击落美海军PBM-5A水上侦察机一架。
- 11月15日——《关于在全国实行计划收购油料的决定》。
- 11月至12月——中华全国合作社联合总社第三次全国手工业生产合作会议。对手工业进行社会主义改造。

### 12月
- 12月16日——中共中央作出《关于发展农业生产合作社的决议》。
- 12月24日——毛澤東主持中央政治局擴大會議，當面警告高崗和饒漱石：「北京有兩個司令部，一個是以我為司令的司令部，就是刮陽風，燒陽火；一個是以別人為司令的司令部，就是刮陰風，燒陰火，一股地下水」[1]:690，「其目的就是要刮倒陽風，滅掉陽火，打倒一批人」[2]:999。毛澤東準備去外地休假，在政治局擴大會議上提議由劉少奇臨時主持中央工作[1]:683。本日至1954年3月17日，毛澤東帶着由胡喬木、陳伯達、田家英等組成之憲法起草小組，到杭州開始起草憲法草案[1]:697。
- 12月29日——劉少奇主持召開中共中央書記處擴大會議，討論通過《中共中央關於增強黨的團結的決議（草案）》[2]:690。
- 12月31日——政务院总理周恩来接见參加中印關於中國西藏地方和印度之間關係問題談判的印度政府代表團時，第一次提出著名的和平共处五项原则：「新中國成立後就確立了處理中印兩國關係的原則，那就是互相尊重領土主權、互不侵犯、互不干涉內政、平等互惠和和平共處的原則。……兩個大國之間，特別是像中印這樣兩個接壤的大國之間，一定會有某些問題。只要根據這些原則，任何業已成熟的懸而未決的問題都可以拿出來談。」[2]:1038

## 水灾
农田受灾718.7公顷。辽河中下游特大洪水，27个县市受灾，死亡167人，沈山、长大铁路中断行车59天;松花江、海河及黄河下游部分地区水灾。  

## 出生
- 6月15日：習近平，現任中國共產黨中央委員會總書記。